# Суперкубок Мальти з футболу 2008
Суперкубок Мальти з футболу 2008  — 24-й розіграш турніру. Матч відбувся 8 серпня 2008 року між чемпіоном Мальти клубом Валетта та володарем кубка Мальти клубом Біркіркара.
| Володар Суперкубка Мальти 2008 |
| ------------------------------ |
|                                |
| Валетта Сьомий титул           |

## Матч

### Деталі
| 8 серпня 2008 21:00 (EEST) |

| Валетта                    | 2:0 | Біркіркара |
| -------------------------- | --- | ---------- |
| Джеймі Пейс Стефан Джильйо |     |            |

| Національний стадіон, Та-Калі |